# Erik Mongrain
Erik Mongrain, född 12 april 1980 i Montréal, Kanada, är en kanadensisk kompositör och gitarrist. Erik Mongrain lärde sig att spela gitarr vid 14 års ålder. Han lärde sig spela genom att lyssna på musik och spela efter. Mongrain började med att spela elgitarr, men utvecklade också ett intresse för klassisk gitarr och akustisk gitarr. Mycket inspiration kom från kompositören och musikern Johann Sebastian Bach och Mongrain lärde sig senare också att tyda musik och började så småningom komponera egen musik.

## Diskografi
- Equilibrium (2008)
- Fates (2007)
- Un paradis quelque part (2005)
- Les pourris de talent (2005)